# رندگولد
رندگولد (به انگلیسی: Randgold) شرکت استخراج معدن طلای بریتانیایی است، که مالک ۲ معدن طلا در کشور مالی، یک معدن در جمهوری دمکراتیک کنگو و یک معدن نیز در آفریقای جنوبی می‌باشد.
شرکت رندگولد در سال ۱۹۹۵ در شهر سن هلیه، جرزی تأسیس شد. دفتر مرکزی این شرکت در شهر لندن، بریتانیا قرار دارد و دفتر عملیاتی آن نیز در ژوهانسبورگ، آفریقای جنوبی مستقر می‌باشد.
بخشی از سهام شرکت رندگولد در بازارهای بورس لندن، بورس نزدک و بورس ژوهانسبورگ معامله می‌شود. این شرکت همچنین یکی از اجزای تشکیل‌دهنده شاخص نزدک-۱۰۰ و اف‌تی‌اس‌ای ۱۰۰ به‌شمار می‌آید.